# Беллярмінов Леонід Георгійович
Леоні́д Гео́ргійович Беллярмі́нов (17 лютого 1859, село Пяша — 18 березня 1930, Ленінград) — російський радянський офтальмолог.

## З життєпису
Народився в колишній Саратовській губернії.
Закінчив Військово-медичну академію (1883).
З 1893 — її ж професор.
Беллярмінов є автором багатьох наукових праць та підручника з очних хвороб.
Особлива заслуга Беллярмінова — в організації широкої боротьби з сліпотою шляхом запровадження профілактичних заходів. Беллярмінов розробив план організації «летючих загонів», які протягом тривалого часу проводили велику роботу по профілактиці очних хвороб.